# 江健昌
江健昌(CHIANG・CHIEN-CHANG，1964年1月16日—)，生於新北市永和區，臺灣藝術家、版畫家、真耶穌教會基督徒。1989年畢業於國立臺北藝術大學，2004年國立臺灣師範大學藝術研究所畢業。專長油畫、水彩、版畫、藏書票與雕塑。
2001年，藏書票作品於北京展出，唯一入選北京申奧藏書票的台灣版畫家。
曾擔任臺灣藏書票協會常務理事、彩印藏書票協會理事長、臺灣現代藝術家協會常務理事、臺灣水彩畫協會總幹事；曾為新北市私立復興高級商工職業學校專任教師。

### 獲獎紀錄
| 年份 | 獲獎內容                              | 獎次             |
| 1985 | 第八屆全國版畫展                      | 佳作             |
|      | 第一屆藝術學院系展                    | 第三名           |
| 1988 | 第十五屆臺北市美展                    | 第三名           |
|      | 第二屆藝術學院系展                    | 第二名           |
| 1989 | 第四屆中華民國 版印年畫               | 首獎             |
| 1994 | 第十一屆高雄市美展                    | 第一名           |
|      | 第四十九屆全省美展                    | 優選             |
| 1995 | 彩筆季情八十四年基隆市美展            | 第一名           |
| 1998 | 臺北縣八十七年畫我故鄉師生美展 教師組 | 特優獎           |
| 2000 | 香港國際金龍獎書畫大賽                | 版畫金牌獎       |
| 2007 | 2007四川省國際青少年書畫攝影大賽      | 優秀指導老師金獎 |
| 2008 | 2008四川省國際青少年書畫攝影大賽      | 優秀指導老師金獎 |
| 2009 | 2009四川省國際青少年書畫攝影大賽      | 優秀指導老師金獎 |
|      | 教育部創意教學－藝術與設計類          | 優秀指導老師金獎 |
|      | 教育部創意教學－藝術與設計類          | 優秀指導老師銀獎 |
|      | 教育部創意教學－藝術與設計類          | 優秀指導老師銅獎 |
| 2010 | 2010四川省國際青少年書畫攝影大賽      | 優秀指導老師金獎 |
| 2011 | 2011四川省國際青少年書畫攝影大賽      | 優秀指導老師金獎 |
| 2012 | 2012四川省國際青少年書畫攝影大賽      | 優秀指導老師金獎 |
| 2013 | 2013四川省國際青少年書畫攝影大賽      | 優秀指導老師金獎 |
| 2014 | 2014四川省國際青少年書畫攝影大賽      | 優秀指導老師金獎 |
| 2015 | 2015四川省國際青少年書畫攝影大賽      | 優秀指導老師金獎 |

## 資料來源
1. ↑  .   [November 25, 2015]. （原始内容存档于2015年11月25日）.
2. ↑  書籍擁有者設計印製小紙票，貼置於藏書中，顯示該書為某人收藏，日本則稱之為「藏書籤」或「書票」。票上除收藏者的名字，印有拉丁文"EX-LIBRIS"的字樣；原為「珍藏」之意，現已成為「藏書票」的國際通用符號。

## 相關資料
- 寶石上的推手 （页面存档备份，存于）
- 江健昌：唯一入選北京申奧藏書票的台灣作者 （页面存档备份，存于）
- 江健昌用油畫 展現大地樸實之美(影音) （页面存档备份，存于）
- 農會搖身變藝廊 美里庄畫會舉辦畫展 （页面存档备份，存于）

## 外部連結
- 全球華人藝術網 （页面存档备份，存于）